# Marcabò
Marcabò, häufig Marcamò genannt, war eine Festung (castello), die die Republik Venedig 1258 erbauen ließ, um ihre Verkehrswege entlang des Po di Primaro zu sichern, zugleich aber auch, um den Handel Ravennas und Bolognas jederzeit stören zu können. Nur noch Waren aus und nach Venedig sollten hier vorbeigelassen werden. Venedigs Gegner zerstörten Marcamò im Jahr 1309. Übersetzt wurde der Name mit „Meeresruf“, weil das Festungswerk so nah am Meeresufer lag.

## Historische Einordnung
Der Bau steht in Zusammenhang mit dem aufsteigenden Bologna, das zunehmend die Weizenernten seines Umlandes für seine eigene, vielleicht 50.000 Einwohner zählende Bevölkerung beanspruchte, während Venedig versuchte, in der oberen Adria den Stapelzwang durchzusetzen und seine eigene Bevölkerung durch Preisobergrenzen vor Teuerungen zu schützen. 
Doch zunächst war Bologna im Vorteil, zudem fiel dieser Stadt 1252 bis 1254 Ravenna zu. Gerade mit dieser Stadt aber war es Venedig noch 1234 gelungen, ein vorteilhaftes Abkommen zu schließen. Zugleich war darin die Ausfuhr Richtung Bologna strikt verboten worden.
Als es 1258 wieder zu einer Teuerung kam, wurde diesmal durch die Venezianer Marcamò errichtet, denn die dortige Enge war geeignet, die Flüsse zu sperren, die in die Adria strömten und die den Handel mit Massengütern ins Hinterland erst ermöglichten. Während Venedig die Etsch durch Cavarzere bereits beherrschte, ließen sich mit der neuen Festung ab 1258 auch der Po und der Reno blockieren – und damit alle schiffbaren Flüsse Richtung Adria. Fra Salimbene schreibt dazu: „Veneti claudunt navigiis viam Lombardis, quod nec a Romagnola, nec a Marchia Anconitana aliquid possunt habere, a quibus haberent frumentum, vinum, oleum … et omnia bona quae ad vitam spectant humanam, nisi veneti impedirent“.
Als es in der Folge über diese Blockade zum offenen militärischen Konflikt kam, errichtete Bologna eine eigene Festung unmittelbar gegenüber von Marcamò. Doch letztlich musste Bologna angesichts des sich verschärfenden Hungers nachgeben, das eigene Kastell am Ende schleifen lassen. Ravenna stand fortan Venedigs Händlern offen und erhielt einen eigenen Vicedominus. Nur wenn der Preis für Weizen in Venedig eine bestimmte Grenze nicht überschritt, durften die Bolognesen weiterhin Getreide über die Flüsse einführen. So musste Bologna jedes Mal, wenn dort Mangel bestand, in Venedig um Einfuhrerlaubnis nachfragen, so etwa 1287, 1298 und 1302 bis 1305. Selbst der Papst sah sich 1282 von dieser neuen Abhängigkeit betroffen und ließ in Venedig um eine Einfuhrerlaubnis nachsuchen.
Im März 1309 erging eine päpstliche Bannbulle gegen die Venezianer, die noch im August desselben Jahres eine Niederlage in Ferrara hatten hinnehmen müssen. Marcamò wurde nun dem Erdboden gleichgemacht. Allerdings schloss Venedig nun einen vorteilhaften Vertrag mit Verona, das den ersten Kanal in Oberitalien zu bauen begann.
Die Festung ist in Dantes Inferno (XXVIII, 75) in einer Periphrase erwähnt.